# Szymon Żurkowski
Szymon Żurkowski, né le 25 septembre 1997 en Pologne, est un footballeur polonais évoluant au poste de milieu de terrain au Empoli FC.

## Biographie

### En club
En 2014, il signe son premier contrat professionnel avec le club du Górnik Zabrze.

### En équipe nationale
Avec les espoirs, il inscrit en novembre 2017 un but contre le Danemark, lors des éliminatoires de l'Euro espoirs 2019. Żurkowski est capitaine lors de ce match.
Le 10 novembre 2022, il est sélectionné par Czesław Michniewicz pour participer à la Coupe du monde 2022.